# Špania Dolina
Špania Dolina (do 1927 także Baňa, niem. Herrengrund, węg. Úrvölgy, do 1882 Urvölgy) – wieś (obec) w środkowej Słowacji w kraju bańskobystrzyckim, w powiecie Bańska Bystrzyca, ok. 11 km na północ od Bańskiej Bystrzycy; liczy 189 mieszkańców (2011 r.). Centrum leży na wysokości 730 m n.p.m. Dawna osada górnicza i centrum wydobycia rud miedzi. Od 10 stycznia 1979 r. rezerwat architektury ludowej, w którym zinwentaryzowano 76 chronionych obiektów.

## Historia
Pierwsze prace górnicze prowadzono tu już z końcem neolitu (młodszej epoki kamiennej). Świadczą o tym liczne znalezione tu młoty kamienne. Rozwój tej działalności przypadł na początek epoki brązu. Z 1263 r. pochodzą pierwsze pisemne wzmianki o osadzie, nazywanej wówczas Montana. Później występuje pod nazwą Grueb (1458) i Herrengrund (1535).
Już w XIII w., w miarę wyczerpywania się łożysk powierzchniowych, następuje przejście do wydobycia głębinowego (sztolnie drążone wzdłuż żył). Prawo wydobycia złota i srebra posiadali przedstawiciele rodów Karoli, Jung, Ernst, Königsberger, Mühlstein, Kolmann oraz Lang. Z biegiem XV w. płytkie złoża wyczerpały się. W 1494 r. szpaniodoliński rewir górniczy przejęła nowo utworzona spółka „Der Ungarischer Handel”, utworzona przez Jana Thurzo i Jakuba Fuggera. W 1496 r. Jan Thurzo uruchomił pierwszy szyb wydobywczy „Ferdynand”. Następnie spółka wprowadziła napęd wodny do wydobywania urobku i pomp odwadniających kopalnie. W okresie jej istnienia (do 1546 r.) Bańska Bystrzyca była ośrodkiem zarządzania i obsługi górniczych osad: Szpania Dolina, Piesky (dziś już zanikłej) i Staré Hory. W tym czasie bańskobystrzycki „kombinat” górniczo-hutniczy był największym producentem miedzi na świecie. W samej tylko Szpaniej Dolinie zatrudniał ok. 2 tys. pracowników. Szacuje się, że w latach 1494–1545 z tutejszego złoża wydobyto ok. 67 tys. ton miedzi, a wraz z nią znaczne ilości srebra.
Zakończenie eksploatacji rud miedzi w Szpaniej Dolinie miało miejsce w 1888 r. W 1964 r. rozpoczęto przeróbkę materiału ze starych hałd w Pieskach i Richtarovej, dowożonego do Szpaniej Doliny kolejką wąskotorową. W 1970 r. miejscowość miała jeszcze 473 stałych mieszkańców. W 1986 r. nastąpił koniec tej działalności. Przez kilkanaście lat zakład przerabiał potem jeszcze rudy ołowiu z Malachova. Obecnie jest już nieczynny.

## Zabytki

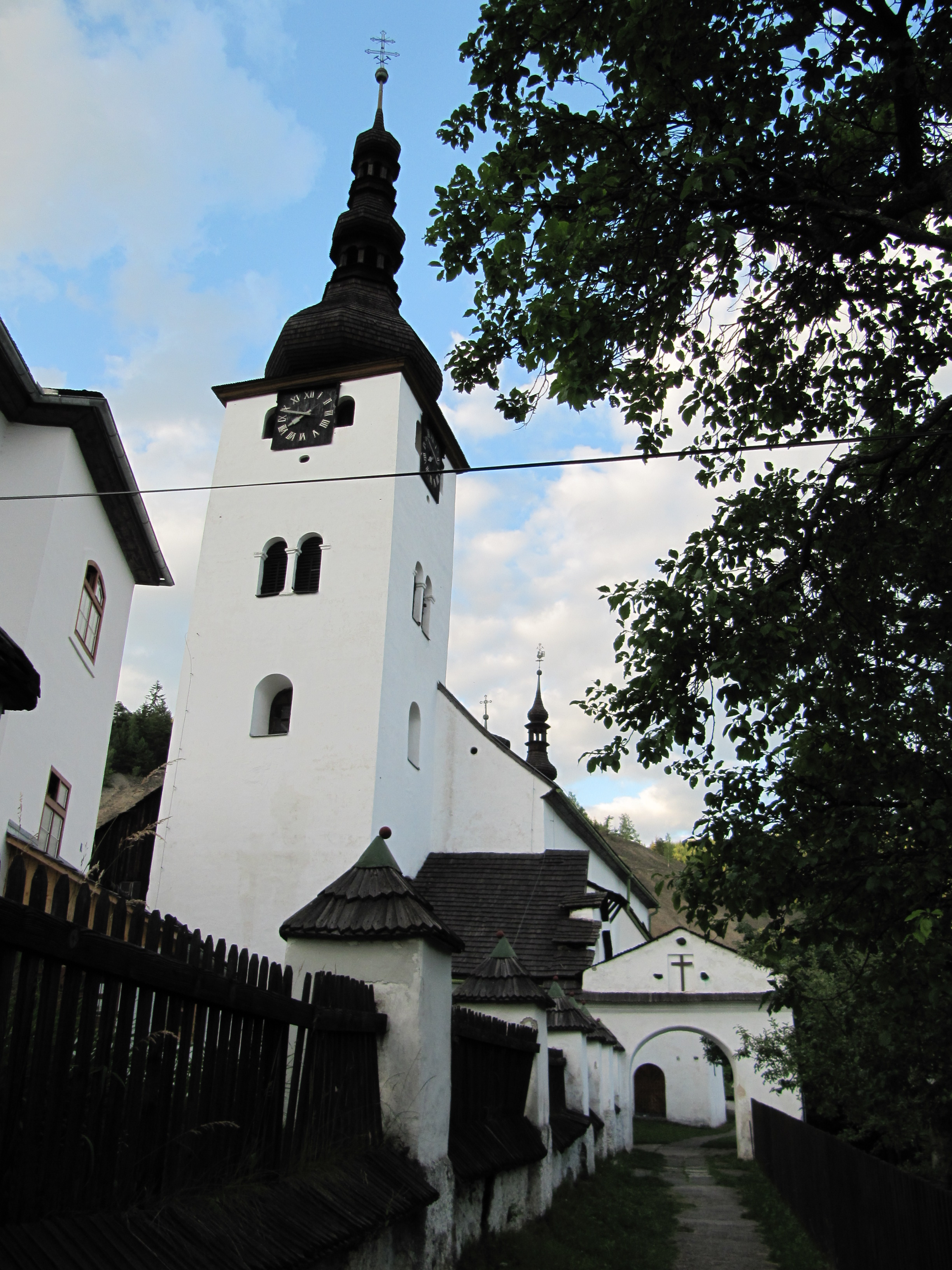
Kościół Przemienienia Pańskiego

- Kościół Przemienienia Pańskiego, katolicki. Murowany, jednonawowy, zbudowany na wzniesieniu nad centrum dawnej osady górniczej. Pierwotny kościół (dzisiejsze prezbiterium) został wybudowany w stylu romańskim i poświęcony w 1254 r. W 1593 r. przebudowany w stylu gotyckim i powiększony przez dobudowę dzisiejszej nawy z dwiema kaplicami bocznymi (Męki Pańskiej i Bożego Grobu). W 1723 r. dobudowano wieżę, na którą przeniesiono dzwony ze starej dzwonnicy zwanej Filágoria, w tym ważący 1596 kg dzwon z 1619 r. (zarekwirowany w 1916 r.). Wystrój wnętrza barokowy z połowy XVIII w. Kościół został odnowiony w latach 1821–1824. Wnętrze wymalowane w 1934 r. przez znanego słowackiego malarza Jozefa Hanulę. Kościół otoczony jest murem obronnym z I połowy XVI w., do którego nawiązują sąsiednie budowle: dawna baszta „turecka” z 1644 r., później przebudowana na cele mieszkalne, a także budynek dawnej fary – pierwotnie późnorenesansowej, z połowy XVII w. Wiodą do niego z Rynku XVII-wieczne kryte, drewniane schody o 162 dębowych stopniach.

- Klopačka, czyli budynek nadzoru kopalń z XVI w. Właściwa klopačka była to poziomo zawieszona deska z twardego drewna, w którą uderzano drewnianym młotkiem zwołując górników do pracy lub w innym ważnym celu. Znajdowała się w wysokiej, czworobocznej wieżyczce, wznoszącej się nad budynkiem. Po pożarze z 1981 r. budynek odbudowano z zachowaniem renesansowego wystroju fasady. Obecnie mieści się tu pensjonat z restauracją oraz niewielka ekspozycja poświęcona górniczej historii osady[8].

- Domy górników z XVI – XVIII w. – drewniane, konstrukcji zrębowej, kryte gontem, z wysokimi kominami. Często oklejone gliną i malowane na biało. Wznoszone na kamiennych podmurówkach, ze względu na stromość stoków często znacznej wysokości. Łącznie na terenie wsi znajduje się 78 budynków mieszkalnych chronionych jako zabytki.

- Sztolnie wydobywcze i odwadniające, budowane od końca XV do początków XIX w., w tym położona w samym centrum tzw. Denna štôlňa (Sztolnia Dzienna), którą w 1764 r. odwiedzili przyszli cesarze Józef II i Leopold II.

- Pozostałości akweduktu z XVI – XVIII w., wiodącego aż spod grzbietu Niżnych Tatr wodę, niezbędną do poruszania kół wodnych, napędzających urządzenia górnicze i hutnicze (słabo widoczne w terenie).

- Wielka, górująca nad wsią hałda skały płonnej dawnej kopalni „Maksymilian”, funkcjonującej w latach 1563–1810.